# Wahlkreis Marzahn-Hellersdorf 6
Der Wahlkreis Marzahn-Hellersdorf 6 ist ein Abgeordnetenhauswahlkreis in Berlin. Er gehört zum Wahlkreisverband Marzahn-Hellersdorf und umfasst seit der Abgeordnetenhauswahl 2006 die Gebiete Kaulsdorf-Nord und Hellersdorf-Süd.

## Abgeordnetenhauswahl 2023
Bei der Wahl zum Abgeordnetenhaus von Berlin 2023 traten folgende Kandidaten an:
| Name                              | Partei           | Anteil der Erststimmen | Anteil der Zweitstimmen |
| --------------------------------- | ---------------- | ---------------------- | ----------------------- |
| Alexander Herrmann                | CDU              | 37,7 %                 | 31,9 %                  |
| Maria Arlt                        | AfD              | 19,4 %                 | 20,2 %                  |
| Kristian Ronneburg                | Die Linke        | 15,3 %                 | 14,3 %                  |
| Jan Lehmann                       | SPD              | 14,1 %                 | 15,3 %                  |
| Therese Stephan                   | Grüne            | 04,4 %                 | 05,0 %                  |
| Emil Friedrich                    | Tierschutzpartei | 04,4 %                 | 03,6 %                  |
| Roman-Francesco Rogat             | FDP              | 02,0 %                 | 02,6 %                  |
| Michael Tag                       | Die PARTEI       | 01,7 %                 | 01,2 %                  |
| Thomas Lorenz                     | dieBasis         | 01,1 %                 | 01,1 %                  |
| –                                 | Sonstige         | –                      | 04,8 %                  |
| Wahlberechtigte: 30.837 Einwohner |                  |                        |                         |
| Wahlbeteiligung: 53,4 %           |                  |                        |                         |

## Abgeordnetenhauswahl 2021
Bei der Wahl zum Abgeordnetenhaus von Berlin 2021 traten folgende Kandidaten an:
| Name                              | Partei           | Anteil der Erststimmen | Anteil der Zweitstimmen |
| --------------------------------- | ---------------- | ---------------------- | ----------------------- |
| Alexander Herrmann                | CDU              | 27,9 %                 | 20,9 %                  |
| Kristian Ronneburg                | Die Linke        | 18,6 %                 | 17,9 %                  |
| Jan Lehmann                       | SPD              | 18,0 %                 | 19,5 %                  |
| Maria Arlt                        | AfD              | 16,5 %                 | 16,6 %                  |
| Therese Stephan                   | Grüne            | 05,6 %                 | 05,9 %                  |
| Emil Friedrich                    | Tierschutzpartei | 05,2 %                 | 03,3 %                  |
| Roman-Francesco Rogat             | FDP              | 04,1 %                 | 05,0 %                  |
| Michael Tag                       | Die PARTEI       | 02,4 %                 | 01,5 %                  |
| Thomas Lorenz                     | dieBasis         | 01,8 %                 | 01,2 %                  |
| –                                 | Die Grauen       | –                      | 01,4 %                  |
| –                                 | Freie Wähler     | –                      | 01,0 %                  |
| –                                 | Sonstige         | –                      | 05,8 %                  |
| Wahlberechtigte: 31.267 Einwohner |                  |                        |                         |
| Wahlbeteiligung: 66,3 %           |                  |                        |                         |

## Abgeordnetenhauswahl 2016
Bei der Wahl zum Abgeordnetenhaus von Berlin 2016 traten folgende Kandidaten an:
| Name                              | Partei               | Anteil der Erststimmen | Anteil der Zweitstimmen |
| --------------------------------- | -------------------- | ---------------------- | ----------------------- |
| Kristian Ronneburg                | Die Linke            | 25,3 %                 | 23,8 %                  |
| Rolf Keßler                       | AfD                  | 23,6 %                 | 23,6 %                  |
| Sven Kohlmeier                    | SPD                  | 21,6 %                 | 17,6 %                  |
| Alexander Herrmann                | CDU                  | 18,0 %                 | 14,9 %                  |
| Stefan Ziller                     | Grüne                | 05,0 %                 | 04,7 %                  |
| Eric Wehner                       | FDP                  | 02,8 %                 | 02,7 %                  |
| Wolfgang Bettermann               | ProD                 | 01,9 %                 | 01,2 %                  |
| Marcel Rockel                     | NPD                  | 01,8 %                 | 01,9 %                  |
| –                                 | Tierschutzpartei     | 0–                     | 02,6 %                  |
| –                                 | Graue Panther        | 0–                     | 02,0 %                  |
| –                                 | Piraten              | 0–                     | 01,6 %                  |
| –                                 | Die PARTEI           | 0–                     | 01,3 %                  |
| –                                 | Gesundheitsforschung | 0–                     | 01,0 %                  |
| –                                 | Sonstige             | 0–                     | 01,1 %                  |
| Wahlberechtigte: 32.748 Einwohner |                      |                        |                         |
| Wahlbeteiligung: 57,8 %           |                      |                        |                         |

## Abgeordnetenhauswahl 2011
Bei der Wahl zum Abgeordnetenhaus von Berlin 2011 traten folgende Kandidaten an:
| Name                              | Partei           | Anteil der Erststimmen | Anteil der Zweitstimmen |
| --------------------------------- | ---------------- | ---------------------- | ----------------------- |
| Sven Kohlmeier                    | SPD              | 33,4 %                 | 28,9 %                  |
| Klaus-Jürgen Dahler               | Die Linke        | 33,2 %                 | 28,0 %                  |
| Kathrin Bernikas                  | CDU              | 14,4 %                 | 14,5 %                  |
| ?                                 | pro Deutschland  | 06,8 %                 | 02,8 %                  |
| Beate Buchwald                    | Grüne            | 06,7 %                 | 05,8 %                  |
| ?                                 | Die Freiheit     | 04,1 %                 | 01,5 %                  |
| ?                                 | FDP              | 01,4 %                 | 01,1 %                  |
| –                                 | Piraten          | 0–                     | 09,5 %                  |
| –                                 | NPD              | 0–                     | 04,2 %                  |
| –                                 | Tierschutzpartei | 0–                     | 02,0 %                  |
| –                                 | Sonstige         | 0–                     | 01,7 %                  |
| Wahlberechtigte: 33.189 Einwohner |                  |                        |                         |
| Wahlbeteiligung: 47,3 %           |                  |                        |                         |

## Abgeordnetenhauswahl 2006
Bei der Wahl zum Abgeordnetenhaus von Berlin 2006 traten folgende Kandidaten an:
| Name                              | Partei           | Anteil der Erststimmen |
| --------------------------------- | ---------------- | ---------------------- |
| Thomas Flierl                     | Die Linke        | 38,2 %                 |
| Ulrich Brettin                    | SPD              | 28,2 %                 |
| Christian Gräff                   | CDU              | 12,4 %                 |
| Gisela Bilski                     | Grüne            | 05,1 %                 |
| Ulrich Jaenike                    | FDP              | 05,1 %                 |
| Andrea Schulteisz                 | WASG             | 04,4 %                 |
| Hans-Werner Andreas               | DAP              | 02,7 %                 |
| Rayk Saemann                      | AGFG             | 01,4 %                 |
| Herbert Dünkel                    | Die Couragierten | 01,3 %                 |
| Daniel Buchmann                   | BüSo             | 01,2 %                 |
| Wahlberechtigte: 33.252 Einwohner |                  |                        |
| Wahlbeteiligung: 47,0 %           |                  |                        |

## Abgeordnetenhauswahl 2001
Der Wahlkreis Marzahn-Hellersdorf 6 umfasste zur Abgeordnetenhauswahl am 21. Oktober 2001 die Gebiete Wuhletal, Teterower Ring und Hellersdorf. Es traten folgende Kandidaten an:
| Name                              | Partei   | Anteil der Erststimmen |
| --------------------------------- | -------- | ---------------------- |
| Thomas Flierl                     | PDS      | 53,8 %                 |
| Iris Spranger                     | SPD      | 21,7 %                 |
| Christian Gräff                   | CDU      | 13,3 %                 |
| Andreas Storr                     | NPD      | 03,8 %                 |
| Hanno Heidrich                    | FDP      | 03,4 %                 |
| Susanne Müller                    | jetztWIR | 02,0 %                 |
| Daniel Belling                    | Grüne    | 01,9 %                 |
| Wahlberechtigte: 29.288 Einwohner |          |                        |
| Wahlbeteiligung: 54,8 %           |          |                        |

## Abgeordnetenhauswahl 1999
Der Wahlkreis Hellersdorf 2 umfasste zur Abgeordnetenhauswahl am 10. Oktober 1999 die Gebiete Wuhletal, Teterower Ring und Hellersdorf. Es traten folgende Kandidaten an:
| Name                              | Partei | Anteil der Erststimmen |
| --------------------------------- | ------ | ---------------------- |
| Wolfgang Girnus                   | PDS    | 49,9 %                 |
| Christian Gräff                   | CDU    | 25,6 %                 |
| Iris Spranger                     | SPD    | 16,0 %                 |
| Andre Beyer                       | NPD    | 05,3 %                 |
| Uwe Bernstein                     | PASS   | 03,2 %                 |
| Wahlberechtigte: 30.878 Einwohner |        |                        |
| Wahlbeteiligung: 55,3 %           |        |                        |

## Abgeordnetenhauswahl 1995
Die Bezirke Marzahn und Hellersdorf hatten vor ihrer Fusion im Jahr 2001 bei der Abgeordnetenhauswahl am 22. Oktober 1995 insgesamt neun Wahlkreise. Ein direkter Vergleich ist daher nicht möglich.

## Bisherige Abgeordnete
Direkt gewählte Abgeordnete des Wahlkreises Marzahn-Hellersdorf 6 (bis 1999: Hellersdorf 2):
| Jahr | Name               | Partei    | Anteil der Erststimmen |
| ---- | ------------------ | --------- | ---------------------- |
| 2023 | Alexander Herrmann | CDU       | 37,7 %                 |
| 2021 | Alexander Herrmann | CDU       | 27,9 %                 |
| 2016 | Kristian Ronneburg | Die Linke | 25,3 %                 |
| 2006 | Sven Kohlmeier     | SPD       | 33,4 %                 |
| 2006 | Thomas Flierl      | Die Linke | 38,2 %                 |
| 2001 | Thomas Flierl      | PDS       | 53,8 %                 |
| 1999 | Wolfgang Girnus    | PDS       | 49,9 %                 |